# Aki Ogawa
Aki Ogawa (jap. 小川亜希 Ogawa Aki; ur. 5 kwietnia 1975) – japońska curlerka poruszająca się na wózku.

## Kariera sportowa
Ogawa była rezerwową podczas Zimowych Igrzysk Paraolimpijskich 2010. Reprezentacją dowodził Yōji Nakajima, Ogawa wystąpiła w czterech meczach, zagrywała 3. i 4. kamienie. Japończycy w Round Robin wygrali trzy spotkania z dziewięciu, taki sam bilans miały jeszcze cztery inne reprezentacje (Niemcy, Norwegia, Szwajcaria i Wielka Brytania). Z tych drużyn japońska ekipa wygrała tylko ze Szwajcarami (Manfred Bolliger) i ostatecznie zajęła 10. miejsce. 
W sezonie 2010/2011 Ogawa grała jako druga w zespole Katsuo Ichikawy. W Kwalifikacjach do Mistrzostw Świata 2011 Japończycy awansowali do fazy finałowej. Po przegranym dolnym meczu Page play-off przeciwko Rosji (Marat Romanow) zajęli 4. miejsce. Rok później była leadem, a drużyna zajęła 7. lokatę.

## Drużyna
|           | Czwarty/-a      | Trzeci/-a        | Drugi/-a      | Otwierający/-a |
| --------- | --------------- | ---------------- | ------------- | -------------- |
| 2011/2012 | Yōji Nakajima   | Shūichi Iijima   | Hiroshi Wachi | Aki Ogawa      |
| 2010/2011 | Katsuo Ichikawa | Kazuyuki Mochiki | Aki Ogawa     | Ayako Saitō    |